# Liten rostorangelav
Liten rostorangelav (Caloplaca hungarica) är en lavart som beskrevs av Hugo Magnusson. Caloplaca hungarica ingår i släktet orangelavar och familjen Teloschistaceae.   Inga underarter finns listade i Catalogue of Life.
I den svenska databasen Dyntaxa används istället namnet Caloplaca subathallina för samma taxon.  Arten är reproducerande i Sverige.